# Estado Independente da Macedônia

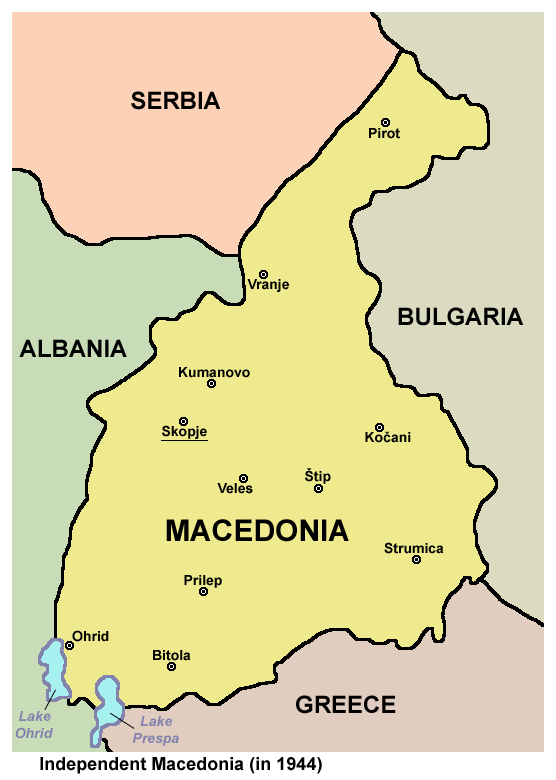

Estado Independente da Macedônia foi uma tentativa da Alemanha Nazista em setembro de 1944 de estabelecer um Estado fantoche no território do Reino da Iugoslávia, que havia sido ocupado pelo Reino da Bulgária na sequência da invasão da Iugoslávia em abril de 1941. Quando as forças da União Soviética se aproximaram das fronteiras da Bulgária perto do final de agosto de 1944, a Bulgária declarou neutralidade e brevemente procurou negociar com os aliados ocidentais. Como o governo búlgaro não estava impedindo a retirada das forças alemãs da Bulgária ou da Romênia, isso forçou a União Soviética a tratá-la com desconfiança. Em 2 de setembro um novo governo pró-ocidental tomou o poder em Sófia, porém seria substituído uma semana depois por um governo pró-comunista, após uma revolta liderada pela Frente Patriótica.  No entanto, em 5 de setembro de 1944, os soviéticos declararam guerra à Bulgária.
A pessoa em que os alemães se voltaram a fim de implementar este projeto foi Ivan Mihailov. Mihailov era um político bulgarófilo direitista e ex-líder da Organização Revolucionária Interna da Macedônia que estava envolvido em atividades terroristas na Macedônia iugoslava e grega. Mihailov tornou-se líder da Organização Revolucionária Interna da Macedônia em 1927 e sob sua liderança a organização tinha juntado forças com a Ustaše croata em 1929.  As duas organizações haviam planejado e executado o assassinato do rei Alexandre da Iugoslávia em 1934. Após o golpe militar no mesmo ano, a Organização Revolucionária Interna da Macedônia foi banida pelas autoridades. Mihailov fugiu para a Turquia e, em seguida, para a Itália, onde a maior parte dos Ustaše também estava exilada. Após a invasão da Iugoslávia em 1941, Mihailov mudou-se para Zagreb, onde agiria como um conselheiro para Ante Pavelić. Em janeiro de 1944, faria um lobby com êxito aos alemães para armar alguns apoiantes da Ohrana e para coloca-los sob o comando da Schutzstaffel (SS) na Macedônia grega, que também havia sido anexada pelos búlgaros em 1941. 
Em 1928, Mihailov propôs um plano solicitando a unificação da região da Macedônia em um único estado, que seria autônomo da Bulgária.  Foi um proponente de uma Macedônia Unida, um Estado multi-étnico pró-búlgaro, chamando-a de "a Suíça dos Bálcãs".  Durante a última fase da Segunda Guerra Mundial, ele tentou realizar seu plano com a colaboração política alemã, no entanto, abandonaria a implementação desta ideia, devido à falta de apoio militar real. Apesar disso, um Estado independente foi declarado pelos nacionalistas macedônios em 8 de setembro de 1944. Sem os meios para tornar o Estado uma realidade, esta pretensão seria dissolvida assim que os partisans iugoslavos afirmaram seu controle na sequência da retirada das tropas alemãs da região em meados de novembro. Este evento marcou a derrota do nacionalismo búlgaro e a vitória do macedonismo na área.